# Djellal
Djellal è un comune dell'Algeria, situato nella provincia di Khenchela.